# Neven Sesardić
Neven Sesardić (Beograd, 30. srpnja 1949.) hrvatski je filozof.

## Životopis
Rođen je u Beogradu gdje je završio osnovnu i srednju školu.
Diplomirao je filozofiju i grecistiku na Filozofskom fakultetu u Zagrebu 1974. godine. Na istom fakultetu magistrirao je i doktorirao filozofiju 1982. godine.
Od 1979. do 1989. godine, radio je na Odsjeku za filozofiju Filozofskog fakulteta u Zagrebu u zvanju asistenta (1977. – 1983.) i docenta (1984. – 1989.). Od 1989. do 1991. godine, bio je suradnik zaklade Alexander von Humboldt na Sveučilištu u Gießenu. Od 1991. do 1992. godine bio je suradnik Centra za interdisciplinarno istraživanje Sveučilišta u Bielefeldu. 
Od 1992. do 1994. godine radio je na Odsjeku za filozofiju Filozofskog fakulteta u Zagrebu u zvanju izvanrednog profesora. Od 1994. do 1995. godine godine radio je kao gostujući profesor na Odjelu za filozofiju Sveučilišta Notre Dame. Od 1995. do 1996. godine bio je suradnik Centra za filozofiju znanosti Sveučilišta u Minnesoti. 
Od 1997. do 1999. godine bio je profesor filozofije na Međunarodnom koleđžu Miyazaki. Od 1999. do 2000. godine bio je istraživački suradnik na King's College London. Od 2000. godine do umirovljenja 2015. godine radio je na odjelu za filozofiju Sveučilišta Lingnan u zvanju izvanrednog (2000. – 2006.) i redovitog profesora (2006. – 2015).

## Analitička filozofija u doba komunizma
Bavio se spoznajnom teorijom i filozofijom znanosti (osobito fizike). Profilirao se rano kao zastupnik analitičke filozofije.

### Kritika marksizma
Zastupajući filozofske koncepcije Karla Poppera, prihvatio je i njegovu liberalnu političku teoriju, pa je s tog gledišta krizitirao marksističke koncepcije. Godine 1984. u zborniku Filozofske studije XV (Beograd: Filozofsko društvo Srbije) objavio je tekst Prilog kritici marksističke utopije. Godine 1985. objavio je na engleskom knjigu djelo Marxian Utopia? A theoretical critique of Marxism u izdanju Centre for Research into Communist Economies. 
Između 1987. i 1989. godine objavio je kritičke tekstove o praxis filozofiji i vodio polemike s njenim najistaknutijim zastupnicima (Mihajlo Marković, Gajo Petrović) u časopisima Theoria (časopis Filozofskog društva Srbije), Pitanja (časopis SSOH, Zagreb) i inima. U jednom tekstu je napisao: "Pomalo je ironično da neki suvremeni marksisti upravo u pojmu prakse traže put za rehabilitaciju svoje filozofije. Naime, praksa kojom je marksizam ostavio trag u modernoj povijesti ne izgleda baš kao nešto čime bi se on imao razloga hvaliti."
Ta se polemika i u novije vrijeme obnavljala: Ministrovo novo ruho je polemički tekst usmjeren protiv tadašnjeg ministra znanosti Gvozdena Flege, objavljen u Slobodnoj Dalmaciji 4. rujna 2002. gdodine.

## Politička djelatnost
Politički se angažirao u demokratskim promjenama 1989. – 1990. godine u Hrvatskom socijalno-liberalnom savezu (HSLS, kasnije stranka). Svibnja 1989. godine u zagrebačkom dvotjedniku Start (naklada više od 200.000, čitan u cijeloj tadašnjoj Jugoslaviji) objavio je članak u kojem je otvoreno zastupao antikomunizam. Zalagao se je za liberalno-demokratska načela; nije se uključio u praktičnu politiku.

## Filozofija i problem (genetskog) nasljeđivanja
U listopadu 2005. godine objavljenja je njegova knjiga Making Sense of Heritability u okviru biblioteke Cambridge Studies in Philosophy and Biology. U knjizi razmatra odnos utjecaja nasljeđa i okoline na ljudsko ponašanje. Svoje teze prikazao je u članku Borci za jednakost ljudi ne prihvaćaju da je inteligencija nasljedna u Jutarnjem listu 14. siječnja 2006. godine.

## Vanjske poveznice
- Osobna stranica Nevena Sesardića
- Stranica Nevena Sesardića na Odjelu za filozofiju Sveučilišta Lingnan  Arhivirana inačica izvorne stranice od 4. ožujka 2016. (Wayback Machine)
- Sesardićev Twitter račun
- Snimka Sesardićevog predavanja "Geni, ljudske razlike i politika" održanog na Festivalu znanosti u Sinju 2016. godine
- Snimka okruglog stola "Etika i znanost, etika u znanosti i etika znanosti: Može li znanost dati odgovor?" održanog na Festivalu znanosti u Sinju 2016. godine